# Stazione meteorologica di Bibbona Casa Forestale
La stazione meteorologica di Bibbona Casa Forestale è la stazione meteorologica relativa alla località di Bibbona.

## Caratteristiche
La stazione meteorologica, gestita dal servizio idrologico regionale facente capo al Compartimento di Pisa, si trova nell'Italia centrale, in Toscana, in provincia di Livorno, nel comune di Bibbona, a 149,83 metri s.l.m. e alle coordinate geografiche 43°16′N 10°37′E.

## Dati climatologici 1961-1990
In base alla media trentennale di riferimento (1961-1990) per l'Organizzazione Mondiale della Meteorologia, la temperatura media del mese più freddo, gennaio, si attesta ai +7,1 °C; quella del mese più caldo, agosto, è di +24,5 °C.
Le precipitazioni medie annue si attestano a 780 mm, mediamente distribuite in 77 giorni di pioggia, con minimo in estate, picco massimo in autunno per gli accumuli e in inverno per il numero di giorni piovosi.
| Bibbona Casa Forestale (1961-1990) | Mesi | Mesi | Mesi | Mesi | Mesi | Mesi | Mesi | Mesi | Mesi | Mesi  | Mesi  | Mesi | Stagioni | Stagioni | Stagioni | Stagioni | Anno  |
| Bibbona Casa Forestale (1961-1990) | Gen  | Feb  | Mar  | Apr  | Mag  | Giu  | Lug  | Ago  | Set  | Ott   | Nov   | Dic  | Inv      | Pri      | Est      | Aut      | Anno  |
| ---------------------------------- | ---- | ---- | ---- | ---- | ---- | ---- | ---- | ---- | ---- | ----- | ----- | ---- | -------- | -------- | -------- | -------- | ----- |
| T. max. media (°C)                 | 10,4 | 11,8 | 14,5 | 18,8 | 23,0 | 27,4 | 30,8 | 30,8 | 26,7 | 20,9  | 15,6  | 11,6 | 11,3     | 18,8     | 29,7     | 21,1     | 20,2  |
| T. min. media (°C)                 | 3,7  | 3,8  | 5,8  | 8,7  | 11,9 | 15,6 | 18,1 | 18,2 | 16,1 | 12,1  | 8,3   | 5,4  | 4,3      | 8,8      | 17,3     | 12,2     | 10,6  |
| Precipitazioni (mm)                | 64,3 | 61,5 | 69,7 | 68,0 | 52,9 | 41,2 | 26,0 | 50,3 | 70,1 | 102,8 | 102,8 | 71,1 | 196,9    | 190,6    | 117,5    | 275,7    | 780,7 |
| Giorni di pioggia                  | 8    | 8    | 8    | 8    | 6    | 4    | 3    | 4    | 5    | 7     | 9     | 7    | 23       | 22       | 11       | 21       | 77    |

## Temperature estreme mensili dal 1931 al 1989
Di seguito sono riportati i valori estremi mensili delle temperature massime e minime registrate dal 1931 al 1989.
In base alle suddette rilevazioni, la temperatura massima assoluta è stata registrata il 6 luglio 1952 con +41,6 °C, mentre la minima assoluta di -9,0 °C è datata 15 febbraio 1956 e 31 gennaio 1963.
| Bibbona Casa Forestale (1931-1989) | Mesi        | Mesi        | Mesi        | Mesi        | Mesi        | Mesi        | Mesi        | Mesi        | Mesi        | Mesi        | Mesi        | Mesi        | Stagioni | Stagioni | Stagioni | Stagioni | Anno |
| Bibbona Casa Forestale (1931-1989) | Gen         | Feb         | Mar         | Apr         | Mag         | Giu         | Lug         | Ago         | Set         | Ott         | Nov         | Dic         | Inv      | Pri      | Est      | Aut      | Anno |
| ---------------------------------- | ----------- | ----------- | ----------- | ----------- | ----------- | ----------- | ----------- | ----------- | ----------- | ----------- | ----------- | ----------- | -------- | -------- | -------- | -------- | ---- |
| T. max. assoluta (°C)              | 20,5 (1932) | 21,0 (1943) | 26,0 (1952) | 30,5 (1949) | 35,5 (1953) | 37,0 (1935) | 41,6 (1952) | 40,5 (1944) | 37,4 (1949) | 31,0 (1953) | 25,2 (1969) | 20,0 (1985) | 21,0     | 35,5     | 41,6     | 37,4     | 41,6 |
| T. min. assoluta (°C)              | −9,0 (1963) | −9,0 (1956) | −4,8 (1949) | 0,0 (1956)  | 2,5 (1985)  | 7,0 (1975)  | 10,0 (1984) | 10,0 (1972) | 6,6 (1936)  | 0,0 (1945)  | −2,0 (1971) | −6,6 (1939) | −9,0     | −4,8     | 7,0      | −2,0     | −9,0 |